# Letter to You
Letter to You ist das 20. Studioalbum des US-amerikanischen Rockmusikers Bruce Springsteen. Es erschien im Oktober 2020 bei Columbia Records.

## Hintergrund
Die Erstveröffentlichung von Letter to You erfolgte am 23. Oktober 2020 bei Columbia Records. Das Album erschien in seiner Originalausführung als CD (Katalognummer: 19439811582), Download und Streaming (Katalognummer: 886448711810) sowie LP (Katalognummer: 19439803801) mit zwölf Titeln.
Geschrieben und produziert wurden alle Lieder vom Interpreten selbst. Bei der Produktion erhielt Springsteen Unterstützung durch Ron Aniello, der mit Springsteen an seinen beiden vorherigen Alben zusammengearbeitet hatte: Wrecking Ball (2012), High Hopes (2014) und Western Stars (2019). Erstmals seit High Hopes wirkte auch wieder die E Street Band mit. Springsteen versammelte die E Street Band im November 2019 in seinem Heimstudio für fünf Aufnahmetage, beendete sie jedoch nach nur vier Tagen. Die Aufnahmen wurden von Ron Aniello und Springsteen produziert. Die Aufnahmen von Letter to You erfolgten nach einer Phase der Schreibblockade, die Springsteen erlebt hatte; Die Schreibblockade wurde im Laufe von anderthalb Wochen intensiven Songwritings im April 2019 aufgelöst, was zum Teil durch den Tod von Springsteens ehemaligem Bandkollegen George Theiss ausgelöst wurde. Die Texte behandeln Themen wie Reue, Altern und Sterben. Das Album wurde live im Studio ohne Demos und nur minimale Overdubs (wie Gitarrensoli, Händeklatschen und Hintergrundgesang) aufgenommen. Es enthält drei Titel, die ursprünglich vor Springsteens Debütalbum Greetings from Asbury Park, N.J. von 1973 geschrieben wurden: If I Was the Priest, Janey Needs a Shooter und Song for Orphans. Springsteen stieß bei der Zusammenstellung eines Kompilationsalbums auf frühere Aufnahmen dieser Lieder mit John Hammond. If I Was the Priest wurde bisher nicht von Springsteen veröffentlicht, wurde aber in den 1970er Jahren von Allan Clarke gecovert. Warren Zevon überarbeitete Janey Needs a Shooter für sein Album Bad Luck Streak in Dancing School von 1980.

## Titelliste
1. One Minute You’re Here – 2:57
2. Letter to You – 4:55
3. Burnin’ Train – 4:03
4. Janey Needs a Shooter – 6:49
5. Last Man Standing – 4:05
6. The Power of Prayer – 3:36
7. House of a Thousand Guitars – 4:30
8. Rainmaker – 4:56
9. If I Was the Priest – 6:50
10. Ghosts – 5:54
11. Song for Orphans – 6:13
12. I’ll See You in My Dreams – 3:29

## Mitwirkende
| Bruce Springsteen and the E Street Band - Bruce Springsteen – Gitarre, Gesang, Mundharmonika - Roy Bittan – Piano, Gesang - Nils Lofgren – Gitarre, Gesang - Patti Scialfa – Gesang - Garry Tallent – Bassgitarre, Gesang - Steven Van Zandt – Gitarre, Gesang - Max Weinberg – Schlagzeug, Gesang - Charles Giordano – Orgel, Gesang - Jake Clemons – Saxofon | Weitere Mitwirkende - Ron Aniello, Bruce Springsteen – Musikproduktion - Rob Lebret, Ross Petersen, Ron Aniello – Engineering - Toby Scott – Zusätzliches Engineering (Titel: 1, 3, 8) - Brandon Duncan – Engineering-Assistenz, Digital-Editing - Bob Clearmountain – Abmischung - Rob Lebret – Abmischung (Titel 1) - Bob Ludwig – Mastering - Kevin Buell – Gitarre |

## Kommerzieller Erfolg

### Chartplatzierungen
| ChartsChartplatzierungen       | Höchstplatzierung | Wochen |
| ------------------------------ | ----------------- | ------ |
| Deutschland (GfK)              | 2 (22 Wo.)        | 22     |
| Österreich (Ö3)                | 1 (20 Wo.)        | 20     |
| Schweiz (IFPI)                 | 1 (24 Wo.)        | 24     |
| Vereinigte Staaten (Billboard) | 2 (9 Wo.)         | 9      |
| Vereinigtes Königreich (OCC)   | 1 (11 Wo.)        | 11     |

| ChartsJahrescharts (2020)    | Platzierung |
| ---------------------------- | ----------- |
| Österreich (Ö3)              | 5           |
| Schweiz (IFPI)               | 4           |
| Vereinigtes Königreich (OCC) | 31          |

| ChartsJahrescharts (2021) | Platzierung |
| ------------------------- | ----------- |
| Deutschland (GfK)         | 73          |
| Schweiz (IFPI)            | 67          |

### Auszeichnungen für Musikverkäufe
| Land/Region                  | Auszeichnungen für Musikverkäufe (Land/Region, Auszeichnung, Verkäufe) | Verkäufe |
| ---------------------------- | ---------------------------------------------------------------------- | -------- |
| Deutschland (BVMI)           | Gold                                                                   | 100.000  |
| Frankreich (SNEP)            | Gold                                                                   | 50.000   |
| Italien (FIMI)               | Platin                                                                 | 50.000   |
| Schweden (IFPI)              | Gold                                                                   | 15.000   |
| Schweiz (IFPI)               | Gold                                                                   | 10.000   |
| Spanien (Promusicae)         | Gold                                                                   | 20.000   |
| Vereinigtes Königreich (BPI) | Gold                                                                   | 100.000  |
| Insgesamt                    | 6× Gold · 1× Platin ·                                                  | 345.000  |

Hauptartikel: Bruce Springsteen/Auszeichnungen für Musikverkäufe